# Майкл Козак
Майкл Г. Козак (англ. Michael G. Kozak; нар. 18 вересня 1946) — американський дипломат. Надзвичайний і Повноважний Посол США в Республіці Білорусь (2000—2003). Старший радник Бюро демократії, прав людини та праці Держдепартаменту США (з 2014).

## Життєпис
У 1968 році закінчив факультет політології Каліфорнійського університету в Берклі, у 1971 році —  факультет правознавства того ж університету.
У 1971—1977 роках — помічник переговірника для договорів з питань Панамського каналу.
У 1977—1981 роках — помічник переговірника з членами Конгресу для затвердження договорів та виконання законодавства.
У 1982—1988 роках— головний заступник помічника державного секретаря юридичного бюро Державного департаменту. Брав участь у близькосхідному мирному врегулюванні (1982—1983). Сприяв втіленню угоди в Кемп-Девід та домовлятися про вихід ППО з Лівану.
У 1988 році — спецпредставник президента США Рональда Рейгана, домовився про від'їзд генерала Мануеля Нор'єги.
У 1988—1991 роках — головний заступник помічника державного секретаря бюро міжнародних справ Державного департаменту. Супроводжував американські війська в Панамі, щоб допомогти новому урядові створити основні інститути демократії в 1989 році.
У 1996—1999 роках — Глава дипломатичної місії США в Гавані, Куба.
У 2000—2003 роках — Надзвичайний і Повноважний Посол США в Республіці Білорусь. 22 лютого 2001 року вручив вірчі грамоти Президенту Білорусі Олександрові Лукашенку.
У 2003—2005 роках — головний заступник помічника державного секретаря бюро демократії, права людини та праці Державного департаменту. Як виконувач обов'язків помічника секретаря з питань демократії, прав людини та праці організував прийняття резолюції з прав людини на Кубі в Комісії ООН з прав людини. Як виконувач обов'язків помічника Секретаря з питань міжамериканських справ Козак допомагав держсекретарю Бейкеру в переговорах і втіленні двопартійного угоди про Центральну Америку, що було визначальним для забезпечення демократичного завершення конфлікту в Нікарагуа.
У 2005—2009 роках — старший директор з питань співробітництва Ради національної безпеки.
З 4 березня 2014 року — старший радник Бюро демократії, прав людини та праці Держдепартаменту США.
У 2017 році — голова делегації США на засіданні ОБСЄ у Варшаві, присвяченому захисту прав людини.

## Позиція
|  | Квазіросійські сили в Донецьку та Луганську, яких Росія силою утримує при владі, озброює та навчає, якими Росія керує та з якими разом вона проводить бойові дії — становлять загрозу і залякують місцеве населення. У Криму російська влада переслідує кримських татар, етнічних українців та тих, хто протистоїть окупації. |

.
|  | Незважаючи на напади, народ України стійко утверджує свою гідність та прагнення добробуту через посилення інтеграції з Європою. |

.
Під час відкриття щорічної конференції ОБСЄ з питань людського виміру у Варшаві 10 вересня закликав Росію звільнити ув'язненого українського режисера Олега Сенцова та інших українських політичних в'язнів і зазначив, що продовження російської агресії проти України суперечить усім десяти фундаментальним принципам Гельсінкського заключного акта, зокрема недоторканності кордонів та територіальній цілісності держав:
|  | Коли ми відкриваємо конференцію 2018 року, пан Сенцов перебуває в небезпечному стані здоров’я на 120-й день свого голодування, протестуючи проти незаконного позбавлення волі з боку Росії понад 60 його співвітчизників. Ми закликаємо Росію звільнити цих ув’язнених. |

|  | Конфлікт в Україні, який розпалила Росія і продовжує підживлювати, є найгіршою кризою безпеки в Європі з 1990-х років. |

.

## Нагороди та відзнаки
- Премія Державного департаменту
- Молода федеральна адвокатська премія
- Президентські звання видатного та заслуженого виконавця
- Орден Бальбоа (Панама)